# Església Major (metrostation)
Het station Església Major van Lijn 9 van de Metro van Barcelona geeft aansluiting op het centrum en hoogst gelegen deel van de gemeente Santa Coloma de Gramenet.
Het station werd op 13 december 2009 geopend. Het station heeft twee ingangen, een, uitgerust met liften en roltrappen, geeft uit op de Carrer del Mossèn Camil Rossell. De tweede ingang ligt onder de Plaça dels Enamorats en heeft enkel een lift. Het station is genoemd naar de hoofdkerk van Santa Coloma de Gramenet, een kerk aan de Plaça de l'Església. De perrons liggen in dubbeldekkerprofiel onder mekaar, met het laagste niveau op 52 m. onder het straatniveau.
Lijn 9 Zuid
Aeroport T1 · Aeroport T2 · Mas Blau · Parc Nou · Cèntric · El Prat Estació · Les Moreres · Mercabarna · Parc Logístic · Fira · Europa-Fira · Can Tries - Gornal · Torrassa · Collblanc · Zona Universitària
Lijn 9 Noord
La Sagrera · Onze de Setembre · Bon Pastor · Can Peixauet · Fondo · Santa Rosa · Església Major · Singuerlín · Can Zam